# Alexia González-Barros
Pour les articles homonymes, voir Gonzales et Barros.
Alexia González-Barros y González, née à Madrid le 7 mars 1971, est une jeune fille espagnole morte à Pampelune le 5 décembre 1985 à l'âge de 14 ans d'une tumeur cancéreuse à une vertèbre (sarcome d'Ewing). Elle a été reconnue vénérable par l'Église catholique le 5 juillet 2018. 

## Biographie
Alexia González-Barros est la quatrième enfant d'un couple qui attendait depuis 7 ans une nouvelle naissance. La famille, très religieuse, est engagée au sein de l'Opus Dei. Dès son plus jeune âge la petite Alexia se montre attentive au catéchisme que lui fait sa mère, et montre de plus en plus de piété. Dès ses 4 ans, elle souffre de maladie. Le 8 mai 1979, elle fait sa première communion dans l'église prélatrice Notre-Dame de la Paix à Rome, près de la tombe de saint Josemaría Escrivá de Balaguer. Le lendemain, elle participe à l'audience générale du pape, au cours de laquelle elle parviendra à rencontrer Jean-Paul II. 
Alexia poursuit ensuite ses études au collège catholique Jesús Maestro de Madrid. C'est une jeune fille joyeuse, entraînante et très pieuse aussi, qui cherche à devenir sainte dans les choses les plus simples du quotidien, comme le recommandait saint Josémaria. Elle et sa famille voyagent beaucoup, et passent par de nombreux sanctuaires.[réf. souhaitée]
Le 4 février 1985, alors qu'elle n'a pas 14 ans, les médecins lui diagnostiquent une tumeur cancéreuse qui la laisse paralytique. Après quatre opérations et dix mois de traitements douloureux, elle meurt le 5 décembre.

## Cause de béatification
Face à ces épreuves, elle aurait fait preuve d'un courage exemplaire.
La cause de béatification de la fillette est ouverte à Madrid le 14 avril 1993 et clôturée solennellement le 1er juin 1994. Le 30 juin de la même année commence la phase romaine, validée par la Congrégation pour les causes des saints le 11 novembre.

## Polémique
Le 17 octobre 2008 sort en Espagne Camino, film du réalisateur Javier Fesser s'inspirant de la vie d'Alexia. Son film pouvant être vu comme une sévère critique de l'Opus Dei, le réalisateur s'en défend, estimant avoir « voulu faire ce film du point de vue le plus objectif possible et proposer une radiographie fidèle de l'Opus Dei, tout en défendant le respect de la diversité d'opinions ».
Les autorités de l'Opus Dei ont répondu que ce film « déformait la réalité,,, ». La famille de la fillette, quant à elle, déclare dans un communiqué qu'elle n'a jamais et à aucun moment été consultée par les auteurs de cette « fiction ».